# Paralastor subhabilis
Paralastor subhabilis är en stekelart som beskrevs av Perkins 1914. Paralastor subhabilis ingår i släktet Paralastor och familjen Eumenidae. Inga underarter finns listade i Catalogue of Life.